# ستاره‌گون

ستاره‌گون

ساخت زیرچرخ‌زاد ستاره‌گون.

ستاره‌گون به عنوان منحنی محاطی مشترک یک خانواده از بیضی‌ها با معادله, که در آن است.

پوشش یک نردبان (خطوط رنگی در ربع بالا-راست) که از یک دیوار عمودی به پایین می‌لغزد و بازتاب‌های آن (ربع‌های دیگر) یک ستاره‌گون است. نقاط میانی یک دایره را ردیابی می‌کنند در حالی که سایر نقاط بیضی‌های مشابه شکل قبلی را ردیابی می‌کنند. [ در فایل SVG،] موش‌واره را روی یک نردبان ببرید تا آن را برجسته کنید.

ستاره‌گون به عنوان گسترنده یک بیضی

در ریاضیات، ستاره‌گون (انگلیسی: Astroid) نوع خاصی از منحنی غلتان است: یک درون‌چرخ‌زاد با چهار نقطه بازگشت (تیزه). به‌طور خاص، این مکان هندسی یک نقطه روی یک دایره است که در داخل یک دایره ثابت با چهار برابر شعاع غلتش می‌کند. با تولید مضاعف، این منحنی همچنین مکان هندسی یک نقطه روی یک دایره است که در داخل یک دایره ثابت با شعاع ۴/۳ برابر می‌غلتد. همچنین می‌توان آن را به عنوان منحنی محاطی یک پاره خط با طول ثابت تعریف کرد که در حالی که یک نقطه انتهایی را روی هر یک از محورها نگه می‌دارد، حرکت می‌کند؛ بنابراین منحنی محاطی میله متحرک در خاگار است.
نام آستروئید از سوی یوزف یوهان فون لیترو در سال ۱۸۳۸ پیشنهاد شد. این منحنی نام‌های متنوعی از جمله چهارتیزه‌ای (tetracuspid) (که هنوز هم استفاده می‌شود)، مکعبی‌چرخ‌زادی (cubocycloid) و پاراسیکل (paracycle) داشت. شکل آن تقریباً با گسترنده یک بیضی یکسان است.

## معادلات
اگر شعاع دایره ثابت a باشد، معادله به صورت زیر داده می‌شود:
{\displaystyle x^{2/3}+y^{2/3}=a^{2/3}.}
این بدان معناست که یک ستاره‌گون نیز یک ابربیضی است.
معادله پارامتری‌ها عبارتند از:
{\displaystyle {\begin{aligned}x=a\cos ^{3}t&={\frac {a}{4}}\left(3\cos \left(t\right)+\cos \left(3t\right)\right),\\[2ex]y=a\sin ^{3}t&={\frac {a}{4}}\left(3\sin \left(t\right)-\sin \left(3t\right)\right).\end{aligned}}}
معادله پدال نسبت به مبدأ به صورت زیر است:
{\displaystyle r^{2}=a^{2}-3p^{2},}
معادله وهول به صورت زیر است:
{\displaystyle s={3a \over 4}\cos 2\varphi ,}
و معادله چسارو به صورت زیر است:
{\displaystyle R^{2}+4s^{2}={\frac {9a^{2}}{4}}.}
دستگاه مختصات قطبی به صورت زیر است:
{\displaystyle r={\frac {a}{\left(\cos ^{2/3}\theta +\sin ^{2/3}\theta \right)^{3/2}}}.}
ستاره‌گون یک مکان هندسی حقیقی از یک منحنی جبری مسطح با گونای صفر است. این معادله را دارد:
{\displaystyle \left(x^{2}+y^{2}-a^{2}\right)^{3}+27a^{2}x^{2}y^{2}=0.}
بنابراین، ستاره‌گون یک منحنی جبری حقیقی از درجه شش است.

## استخراج معادله چند جمله‌ای
معادله چند جمله‌ای را می‌توان از معادله لایبنیتس با جبر مقدماتی به دست آورد:
{\displaystyle x^{2/3}+y^{2/3}=a^{2/3}.}
هر دو طرف را به توان سه برسانید:
{\displaystyle {\begin{aligned}x^{6/3}+3x^{4/3}y^{2/3}+3x^{2/3}y^{4/3}+y^{6/3}&=a^{6/3}\\[1.5ex]x^{2}+3x^{2/3}y^{2/3}\left(x^{2/3}+y^{2/3}\right)+y^{2}&=a^{2}\\[1ex]x^{2}+y^{2}-a^{2}&=-3x^{2/3}y^{2/3}\left(x^{2/3}+y^{2/3}\right)\end{aligned}}}
دوباره هر دو طرف را به توان سه برسانید:
{\displaystyle \left(x^{2}+y^{2}-a^{2}\right)^{3}=-27x^{2}y^{2}\left(x^{2/3}+y^{2/3}\right)^{3}}
اما از آنجایی که:
{\displaystyle x^{2/3}+y^{2/3}=a^{2/3}\,}
نتیجه می‌شود:
{\displaystyle \left(x^{2/3}+y^{2/3}\right)^{3}=a^{2}.}
بنابراین:
{\displaystyle \left(x^{2}+y^{2}-a^{2}\right)^{3}=-27x^{2}y^{2}a^{2}}
یا
{\displaystyle \left(x^{2}+y^{2}-a^{2}\right)^{3}+27x^{2}y^{2}a^{2}=0.}

## خواص متریکی
مساحت محصور شده{\displaystyle {\frac {3}{8}}\pi a^{2}}
طول منحنی{\displaystyle 6a}
حجم سطح حاصل از دوران مساحت محصور شده حول محور x{\displaystyle {\frac {32}{105}}\pi a^{3}}
مساحت سطح حاصل از دوران حول محور x{\displaystyle {\frac {12}{5}}\pi a^{2}}

## ویژگی‌ها
ستاره‌گون دارای چهار تکینگی تیزه‌ای در صفحه حقیقی است که نقاط روی ستاره هستند. این منحنی دو تکینگی تیزه‌ای مختلط دیگر در بی‌نهایت و چهار نقطه دوتایی مختلط دارد که در مجموع ده تکینگی را تشکیل می‌دهند.
منحنی دوگان ستاره‌گون، منحنی چارکی با معادله {\textstyle x^{2}y^{2}=x^{2}+y^{2}} است.
گسترنده یک ستاره‌گون یک ستاره‌گون با دو برابر اندازه است.
ستاره‌گون تنها یک خط مماس در هر جهت جهت‌دار دارد، و آن را به یک نمونه از خارپشت تبدیل می‌کند.